# توری تادایوشی
توری تادایوشی (به ژاپنی: 鳥居 忠吉 Torii Tadayoshi) (تاریخ تولد نامعلوم، مرگ ۷ می، ۱۵۷۱). یک سامورایی ژاپنی در اواسط دوره سنگوکو بود. او یک رعیت بود که ابتدا به ماتسودایرا هیروتادا و بعد، پسر او توکوگاوا ایه‌یاسو خدمت می کرد. هنگامی که ایه‌یاسو به قلعه سونپو به عنوان یک گروگان در نزد خاندان ایماگاوا ارسال شد، تادایوشی در کنار ماتسودایرا شیگه‌یوشی به عنوان سرپرست قلعه از قلعه اوکازاکی خدمت می کرد. صرفه جویی او در این هنگام به منظور تهیه تسلیحات برای خاندان توکوگاوا مشهور بود، او در نهایت صرفه‌جویی پولی که از املاک به دست آمده بود، را ذخیره کرد و در زمان بازگشت ایه‌یاسو به ولایت میکاوا در اختیار او قرار داد.